# Andravola Vohipeno
 Andravola Vohipeno est une commune rurale malgache, située dans la partie sud-est de la région de Vakinankaratra.